# Воинская медаль (Франция)
Воинская медаль или Военная медаль (фр. Médaille militaire) — одна из высших военных наград Франции.
Учреждена в 1852 году президентом Франции Луи-Наполеоном Бонапартом, будущим императором Наполеоном III.
Вручается находящимся на действительной службе военнослужащим, рядовым и унтер-офицерам, отличившимся актом героизма во время военных действий против врага, уступая по своей ценности лишь ордену Почётного легиона.
Другие категории офицеров медалью не награждаются, но награждаются генералы и адмиралы в должности командующего и главнокомандующего. В этом случае в системе военных наград она является высшей, предшествуя даже Большому кресту ордена Почётного легиона. Так же вручается чинам национальной жандармерии и пожарной службы.

За Порховское дело командир 9-го уланского Бугского полка полковник Савельев награждён орденом Святого Георгия 3-й степени, а командир 9-го драгунского Казанского полка полковник Лосьев помимо ордена Святого Георгия 4-й степени получил еще небывалую для штаб-офицера награду — французскую военную медаль, которой по статуту награждаются только командующие армиями.— Четвертая Галицийская битва (Брусиловское наступление), Глава XV. Мировая война (продолжение), Часть (Том) 4,  А. А. Керсновский «История Русской армии.»